# 로봇 운영체제
로봇 운영체제(ROS,Robot Operating System)는 로봇 응용 프로그램을 개발할 때 필요한 하드웨어 추상화, 하위 디바이스 제어, 일반적으로 사용되는 기능의 구현, 프로세스간의 메시지 패싱, 패키지 관리, 개발환경에 필요한 라이브러리와 다양한 개발 및 디버깅 도구를 제공한다. ROS는 로봇 응용 프로그램 개발을 위한 운영체제와 같은 로봇 플랫폼이다. 하드웨어 플랫폼을 하드웨어 추상화로 포함하고 있으며, 로봇 응용 소프트웨어 개발을 지원을 위한 소프트웨어 플랫폼이면서 이기종의 하드웨어에서 사용 가능한 운영체제와 같은 기능을 갖추고 있다.

## 같이 보기
- 오픈 소스 소프트웨어
- 자유-오픈 소스 소프트웨어 패키지 목록